# La Lande-Patry
La Lande-Patry là một xã thuộc tỉnh Orne trong vùng Normandie tây bắc nước Pháp. Xã này nằm ở khu vực có độ cao trung bình 177 mét trên mực nước biển.